# 朝日アルミ産業
朝日アルミ産業株式会社（あさひアルミさんぎょうかぶしきがいしゃ、英語: Asahi Aluminium Industrial Co.）は、岡山県総社市下原にあったアルミニウムリサイクル業者、非鉄金属製造会社。
アルミニウム二次合金メーカーの「アサヒセイレン」（大阪府八尾市）の子会社であり、総社市にある同社岡山工場の管理、運営を担っていた。平成30年7月豪雨による爆発事故で事業を停止し、2021年9月15日に破産手続開始の決定を受けた。

## 事業内容

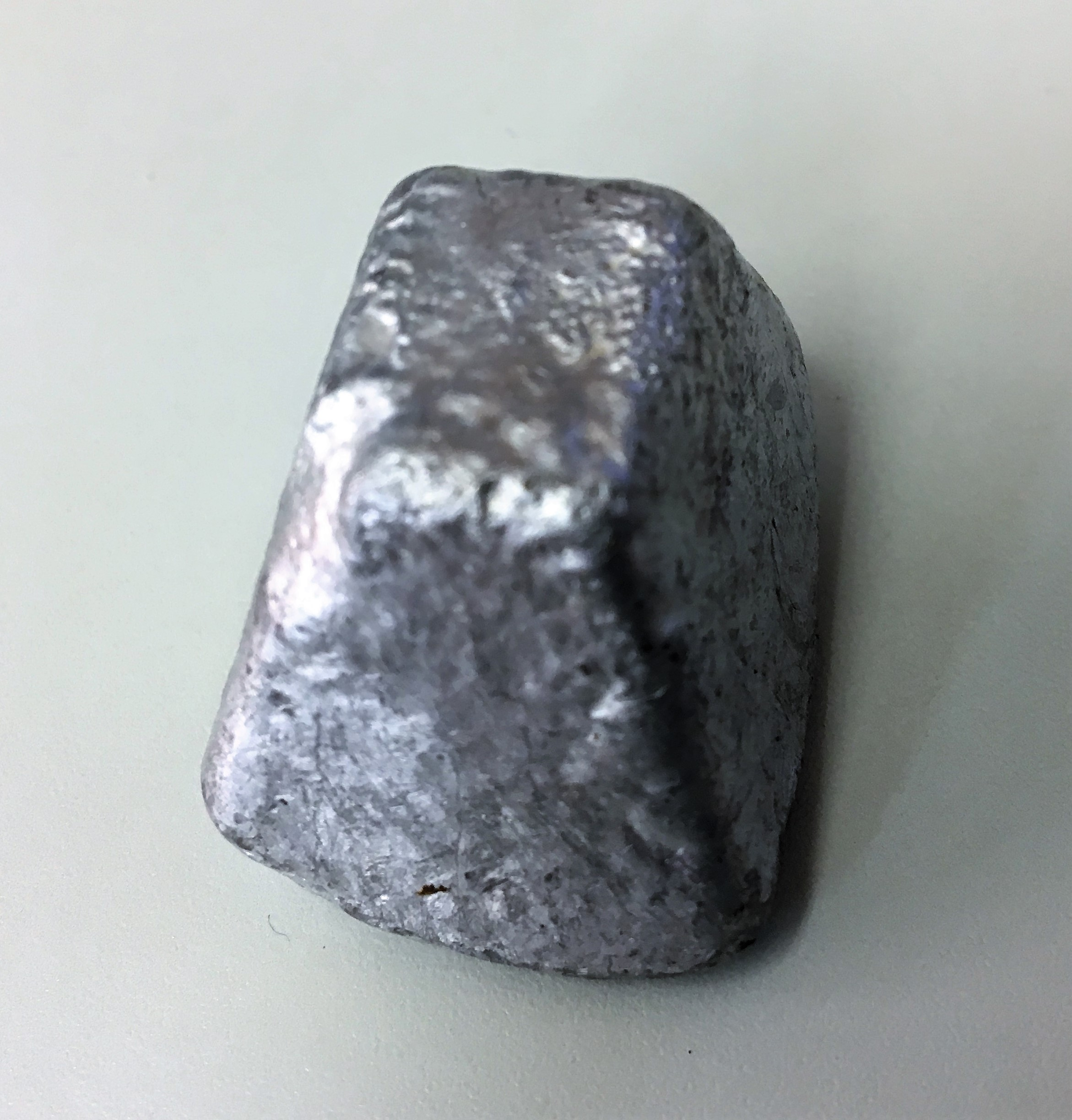
朝日アルミ産業で製造された製鉄用の脱酸素剤である粗アルミニウム

1980年9月に総社市に朝日アルミ産業が設けられる。主に製鉄用のアルミ脱酸剤を製造していた。アルミ脱酸剤はアルミスクラップを原料として製造され、高品位な製鉄に必須の材料であり、その需要は粗鋼生産量に強い影響を受けた。製鉄用としての用途だけでなく、化学分野で触媒用としても販売された。脱酸剤の生産能力は毎月2300トンで、2015年時点の生産実績は毎月1800トンであった。2008年8月期には年売上高約52億7500万円、2015年8月期には同じく約56億9100万円を計上していた。社風として、挨拶時には必ず対象者と握手をすることを取り決めていた。

## 立地

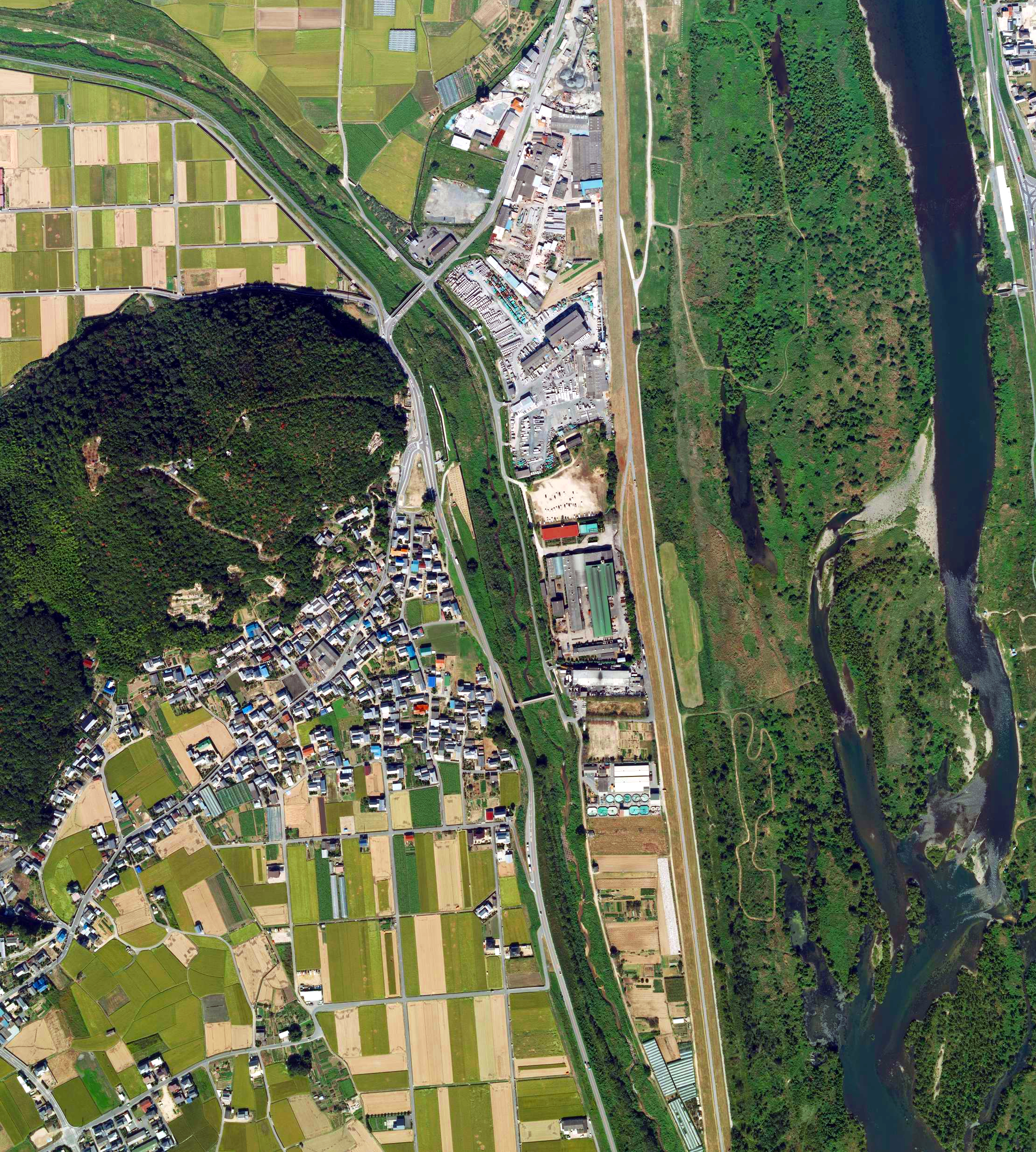
高梁川（右）と新本川（左）に挟まれて立地する朝日アルミ産業（中央）（2007年10月10日撮影）

山陽自動車道の倉敷インターチェンジから車で20分、JR総社駅から車で10分の場所に工場があった。アサヒセイレングループの中では、最も西側に位置する拠点となり、中国・四国・九州地方のスクラップの集荷拠点としても機能していた。

## 設備
敷地面積は5000平方メートル、工場を鉄骨平屋約1800平方メートルだった。2015年の従業員は33人。40トンと13トンの溶解炉を備え、鋳造機は4基保有していた。その他の主要設備としては、集塵機5基にダライ粉用乾燥ライン1ライン、ドロス絞り機1基が挙げられる。溶解炉はオープンウエル式反射炉を用いていた。建物や中心となる設備は1980年9月に操業開始当時のままであり、目立った更新は無かった。場内のレイアウトは、南側（川下側）に原料ヤードと製品検査・出荷エリア、北側（川上側）にダライ粉用乾燥ライン、中央に溶解設備が配置されていた。まずアルミスクラップを溶解炉に投入して溶解し、溶湯の成分の分析が行われた。溶けたアルミを主体とした溶湯は、鋳造設備で型に注入され、冷却後ベルトコンベヤーのラインで運ばれ、手選別や篩（ふるい）で不良品を取り除く工程が行われた。

## 原料
朝日アルミ産業では、主原料としてプレス加工やパレット積みされたアルミスクラップを使っていたが、2014年頃より原料価格が急騰して原料確保に苦労するようになり、収益も悪化傾向となった。そのため「バラ積みのスクラップ」も原料として取り扱うようにしたが、既存の設備では「バラ積みスクラップ」の施設内運搬が困難であったため、2015年に2000万円を投資して「バラ積みスクラップ」を把持可能なツカミのアタッチメントを装備した能力0.8立方メートルの油圧ショベル機を導入した。同時にヤード内における原料の移動や選別方法を見直し、生産効率を従来比15％改善した。

## 製品
アルミ脱酸剤には、ブロックやショット、ペレット、ブリケットなど様々な形態があるが、朝日アルミ産業で製造されていた製品は、ブロックとおはじきを小さくしたようなショットの2種類である。重量は1つあたり1グラムから130グラムまであり、アルミ含有率も90-94％、97％、99％、99.7％以上と細かく製品が分けられていた。出荷も、ダンプ車によるバラ積みやフレキシブルコンテナバッグ、5-20kgの袋詰めなど、納入先の状況に応じて複数用意された。取り扱われる最少ロットは5kgからとなっており、大手鉄鋼メーカーのみならず中小鋳物メーカーの注文にも対応していた。

## 事故

### 2011年の重油流出
2011年8月20日、敷地内の地下重油タンク（容量3万リットル）に、タンクローリーから「A重油」を補充する作業中に重油が溢出し、新本川に約1600リットルが流入する事故が起きた。重油は高梁川にも流れ、総社市と倉敷市の消防隊がオイルフェンスを張るなどして対処したが、油膜が5km下流にある倉敷市の酒津浄水場付近まで広がった。

### 2017年の火災
2017年4月5日、工場内の機械上部より出火して天井や壁など30平方メートルを焼く火事があった。ダクトが高温になり、堆積していたアルミ粉末が燃えたのが原因だった。従業員6人が作業中であったが、負傷者はなし。

### 2018年の爆発事故

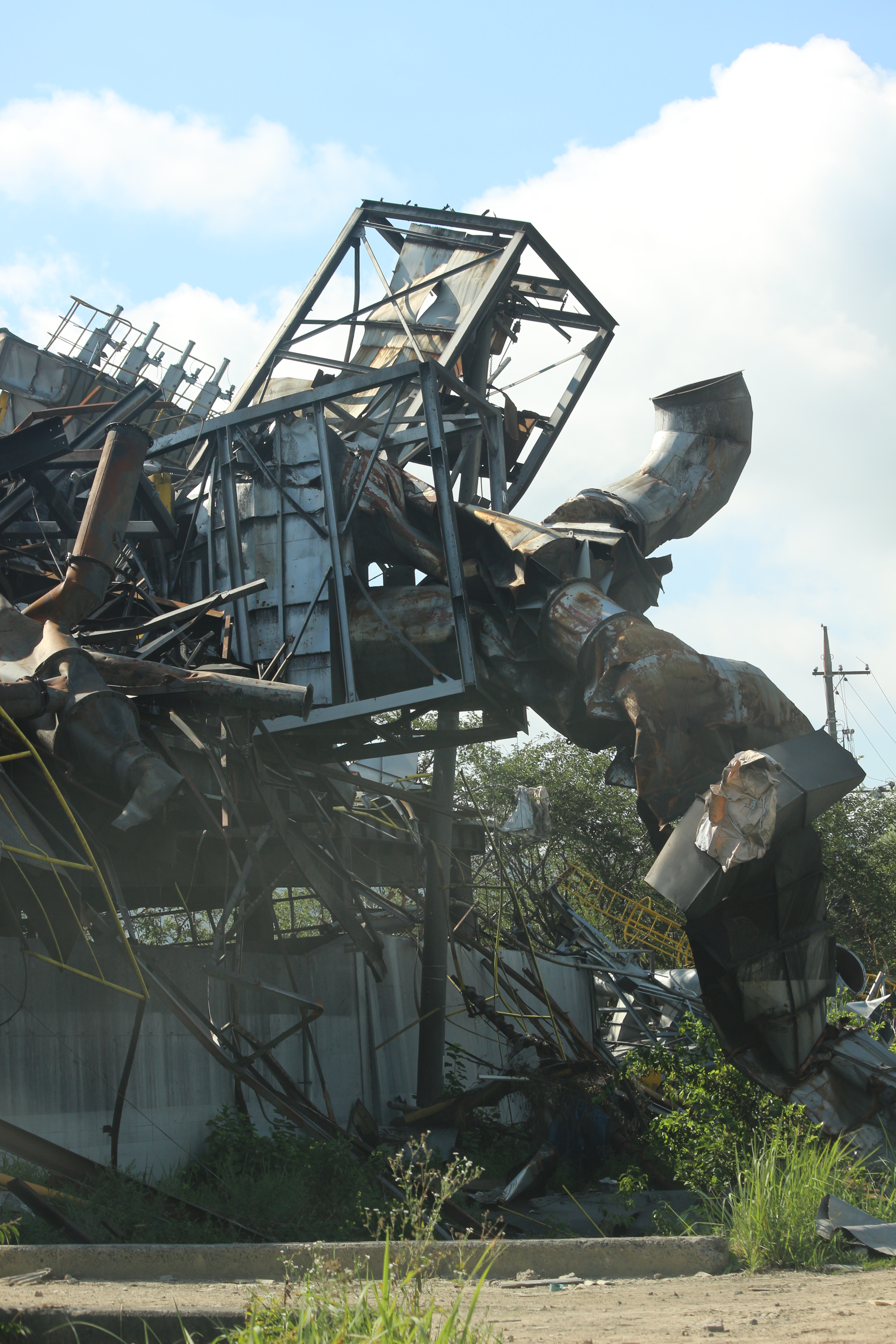
爆発した設備（2018年7月22日撮影）

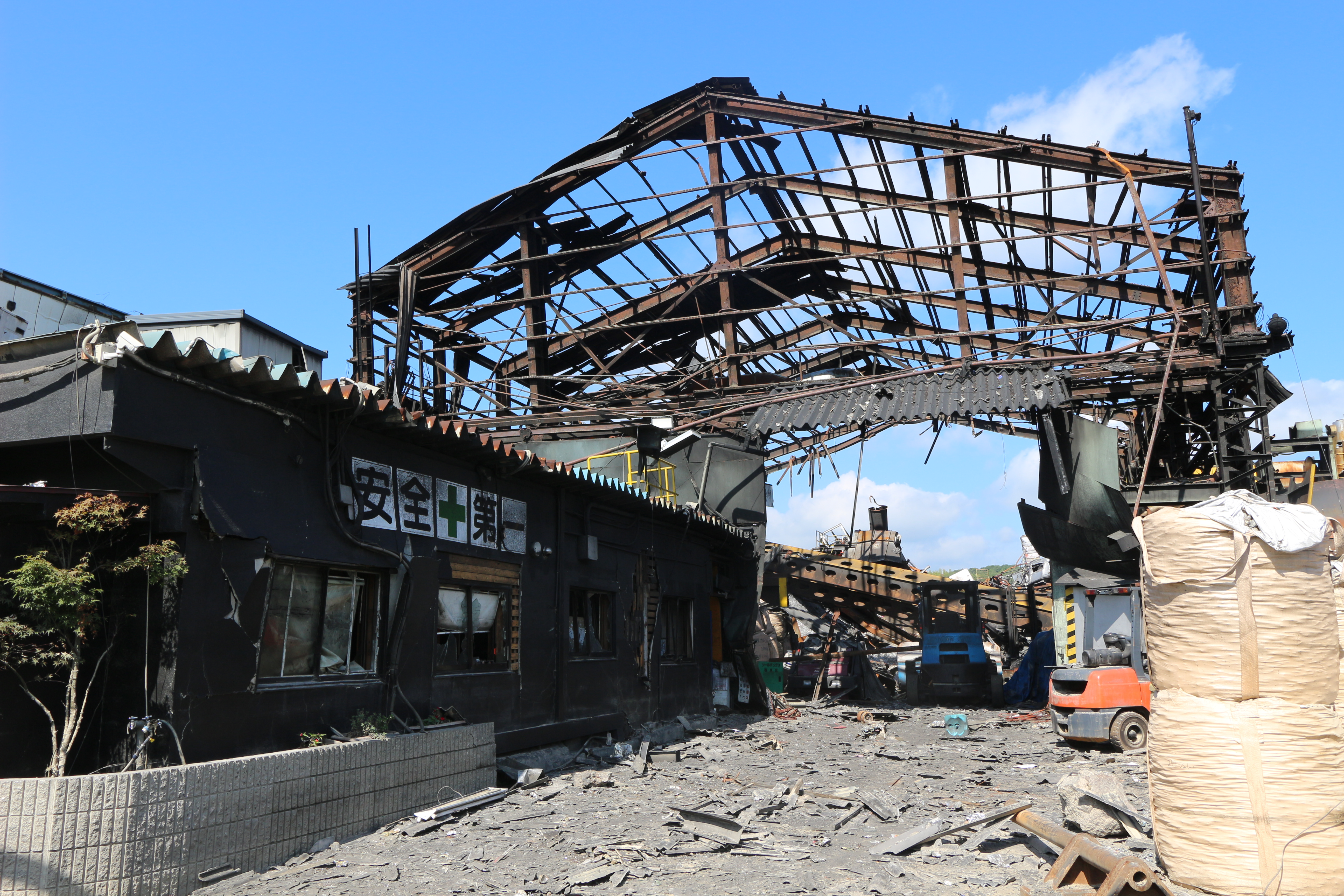
爆発事故により壁と屋根が吹き飛び鉄骨だけになった社屋（手前）、爆発と火災で倒壊した社屋（奥）（2018年7月22日撮影）

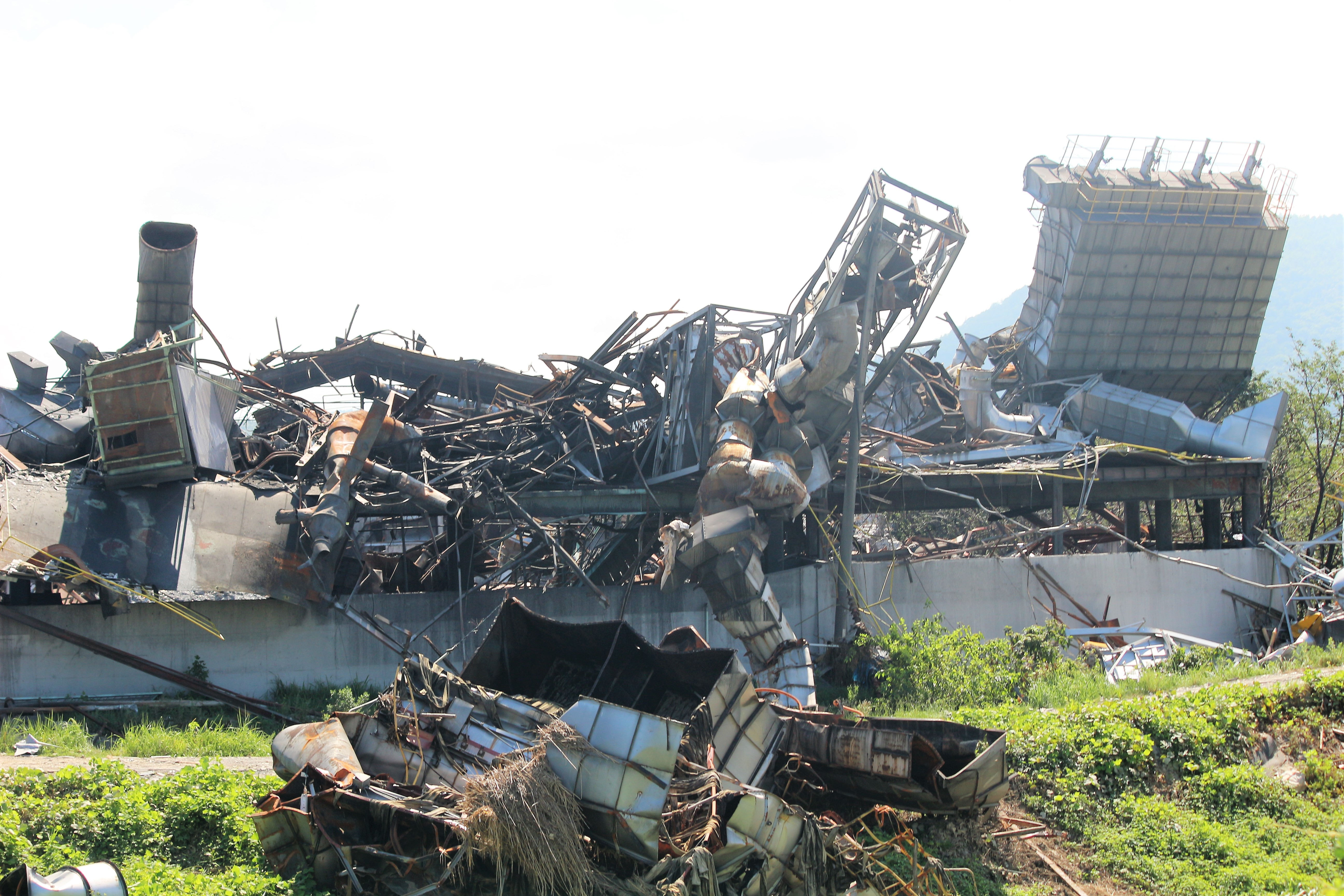
爆発事故により崩壊した設備（2018年7月22日撮影）

平成30年7月豪雨によって工場が浸水し、溶解炉に水が入って大爆発を起こした。

#### 爆発事故に至るまで
工場のすぐ東側には高梁川、西側は新本川（しんぽん）が流れ、2つの河川の間に工場が位置していた。過去にも大水の際は敷地が浸水したことがあった。連日の雨により周囲の川の水位が上昇し、従業員は危機感を持っていたが、上司は操業を続けるように指示していたという。7月6日早朝からアルミニウムの溶解炉の停止作業が行われた。午後8時頃からは、溶解炉の中の溶解アルミニウムを取り出す作業が始められたが、その時には川が氾濫注意水位を超えていた。当時運転中だったのは容量40トンの溶解炉であったが、全て取り出す前に工場が浸水し、午後10時に炉内に溶解アルミニウムが20トンほど残っている状態で全職員が退避した。

#### 爆発
爆発は7月6日午後11時30～35分頃に始まった。溶解炉が浸水し、中に残った溶解アルミニウムと水が化学反応が起したものと考えられた。爆発は翌日の午前3時ごろまで断続的に続いた。爆風によって周囲の工場や家屋の窓ガラスが割れ、屋根や壁が崩れたりするなどの被害が発生した。また火災で付近の民家や倉庫など4棟が全焼した。火災は、飛び散った溶解アルミニウムによるものであった。工場と民家は新本川を隔てて100m以上離れていたが、吹き飛んだ溶解アルミ塊が屋根を突き破って民家の中に突入した。吹き飛んだガラス片などによって十数人の住民が負傷し、5人が救急搬送された。周辺住民ら300人が避難した。

#### その後
7月19日から20日にかけて、岡山県警と総務省消防庁が合同で業務上過失傷害の疑いで当社の家宅捜索と調査を行った。被害範囲が広いため、調査にはドローンも利用された。翌2019年7月2日、岡山県警は同社の社長と工事長を業務上過失傷害と業務上失火の疑いで書類送検したが、岡山地方検察庁は2021年1月20日、2人を不起訴処分とした。
親会社のアサヒセイレンは、被害を受けた家屋の修繕費や負傷者治療費を補償するとともに、当社事業については「住民の理解を得るのは難しい」として再建を断念するとし、従業員35人の雇用は維持する方針を示した。2020年5月に不動産を売却するなど資産の整理が進められた。2021年9月9日、当社は岡山地方裁判所倉敷支部に破産手続開始の申立てを行い、9月15日に破産開始決定を受けた。破産手続き開始時点での負債は約54億円。そのうち約30億円が事故の被害者への補償に関わるものであり、破産開始決定時点でも、補償額で合意できていないものなど十数件の訴訟を抱えていた。親会社のアサヒセイレンは、今日まで可能な限りの補償を行ってきたが、今後の補償については管財人の判断に委ねたいとした。
朝日アルミ産業は2022年6月22日に法人格が消滅した。

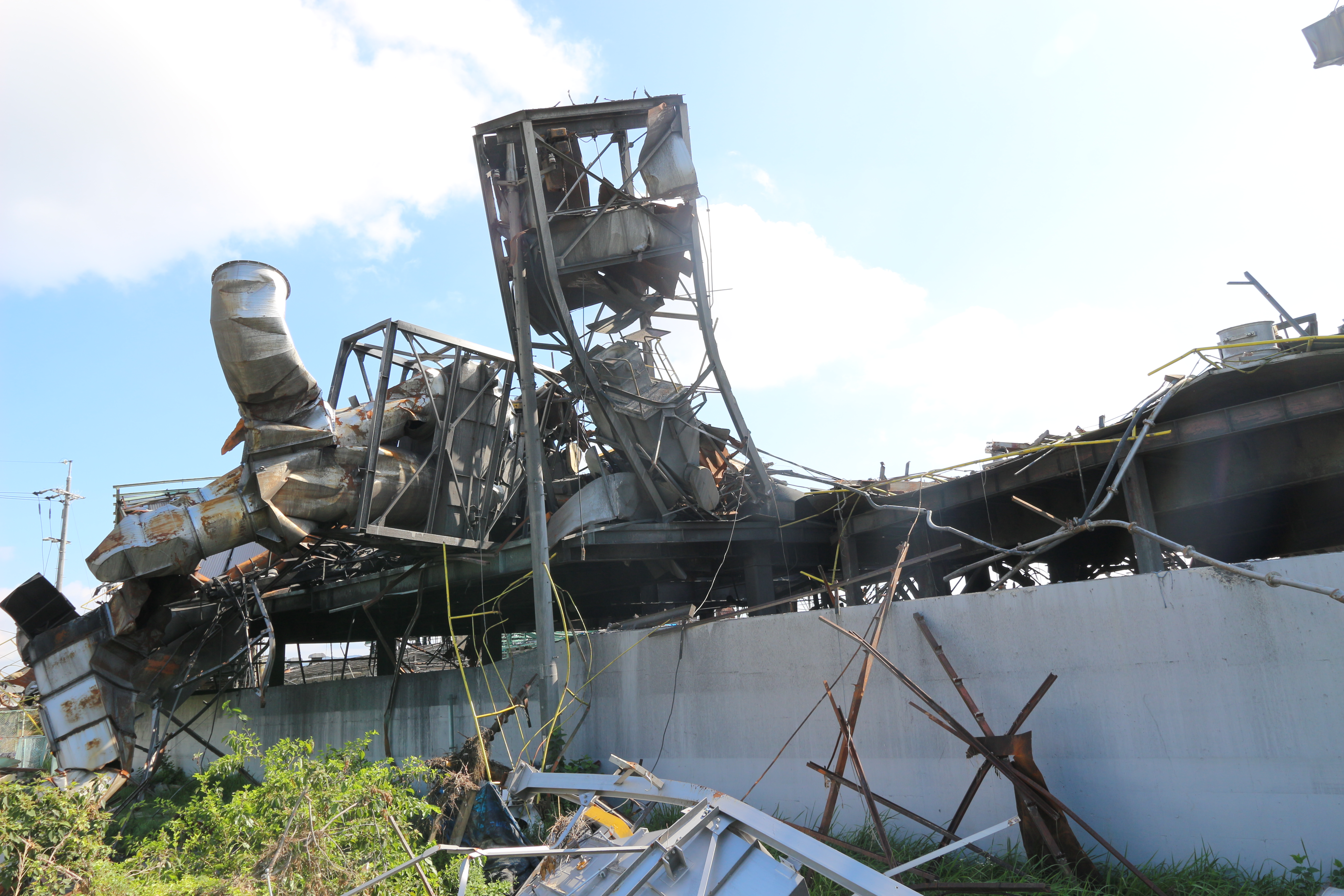
爆発で破壊された工場の設備
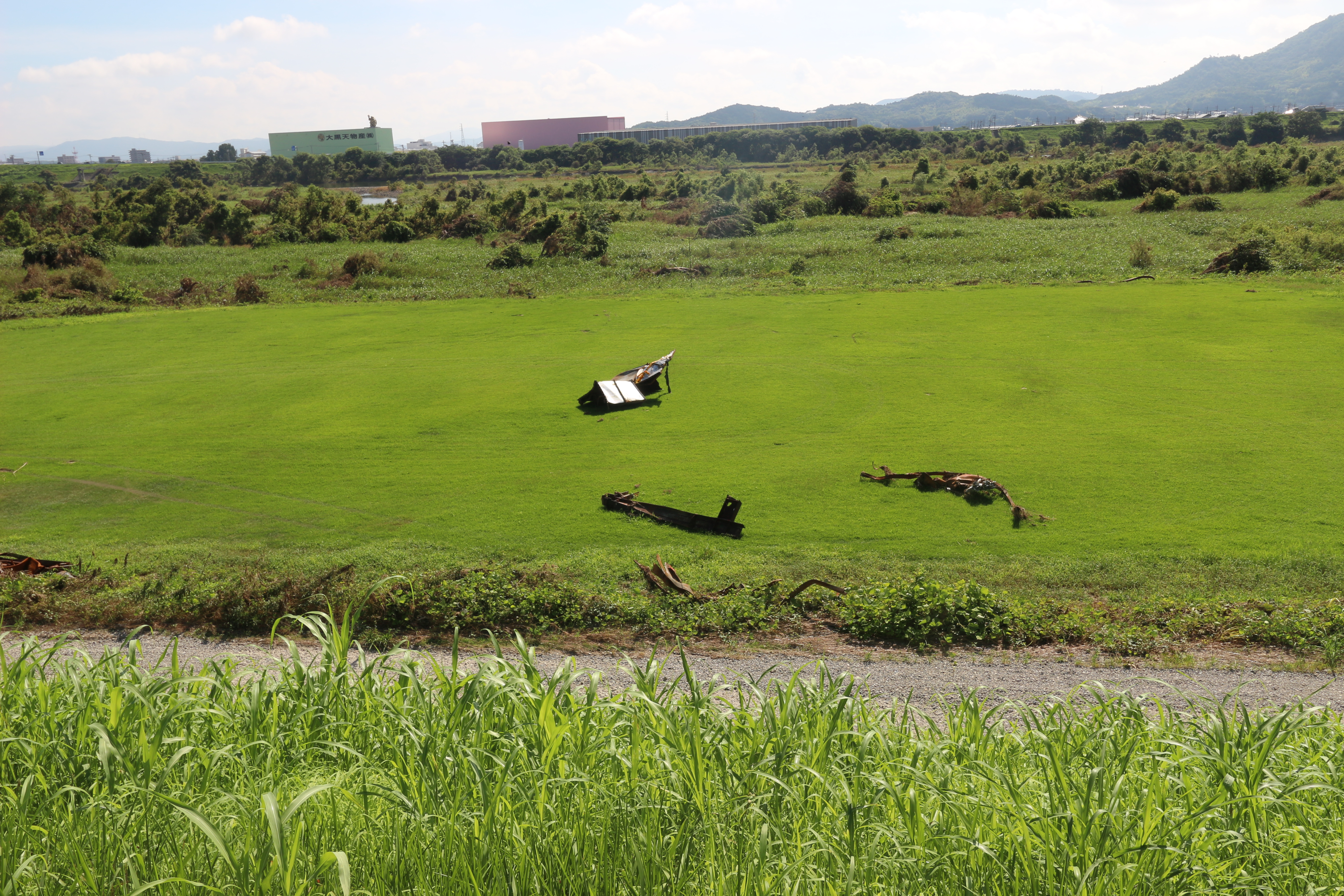
高梁川の河川敷まで吹き飛んだ朝日アルミ産業の部品。飛翔距離は200ｍ程
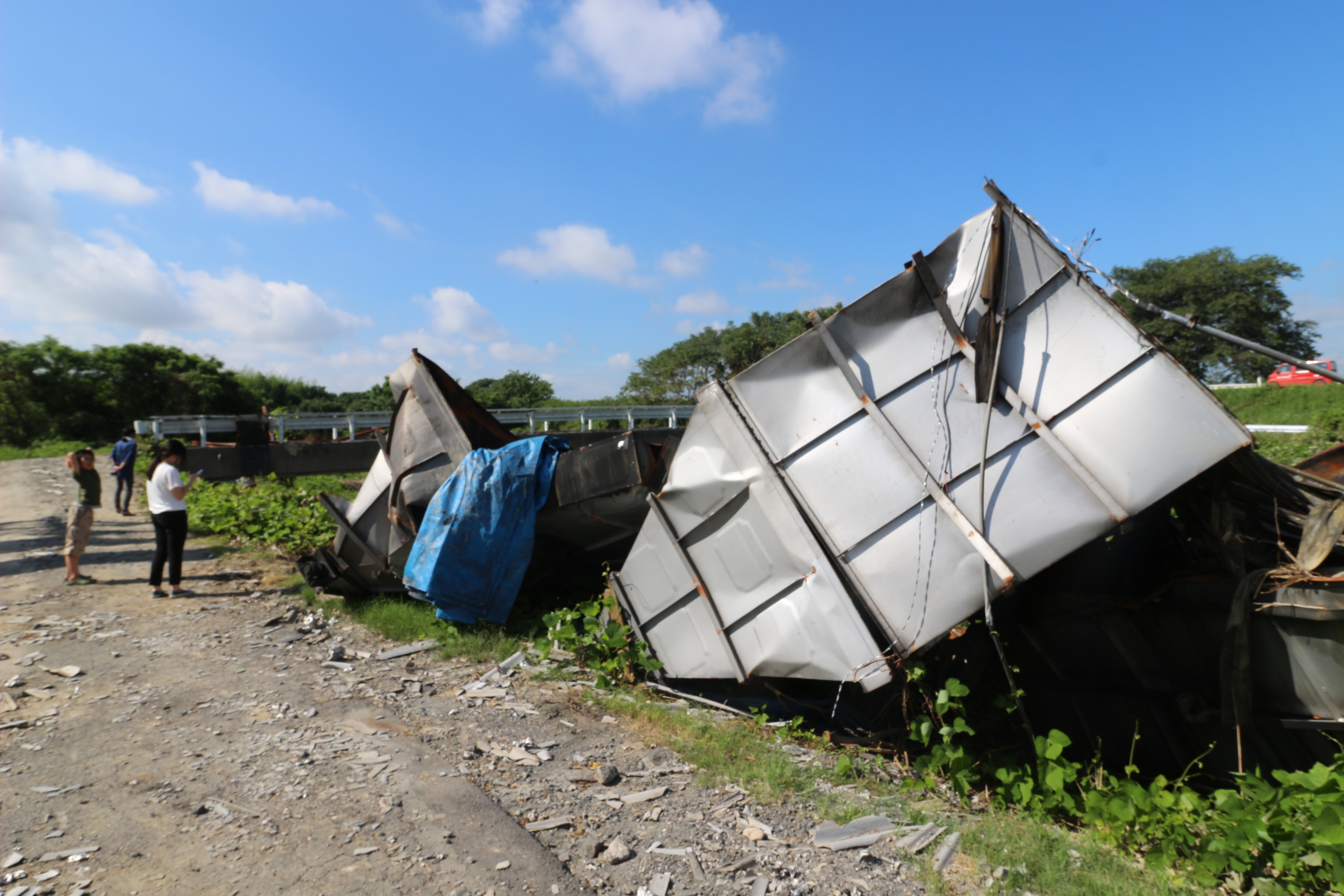
裏手（西側）に崩れ落ちた工場の設備。奥の橋の柵も破壊されている。
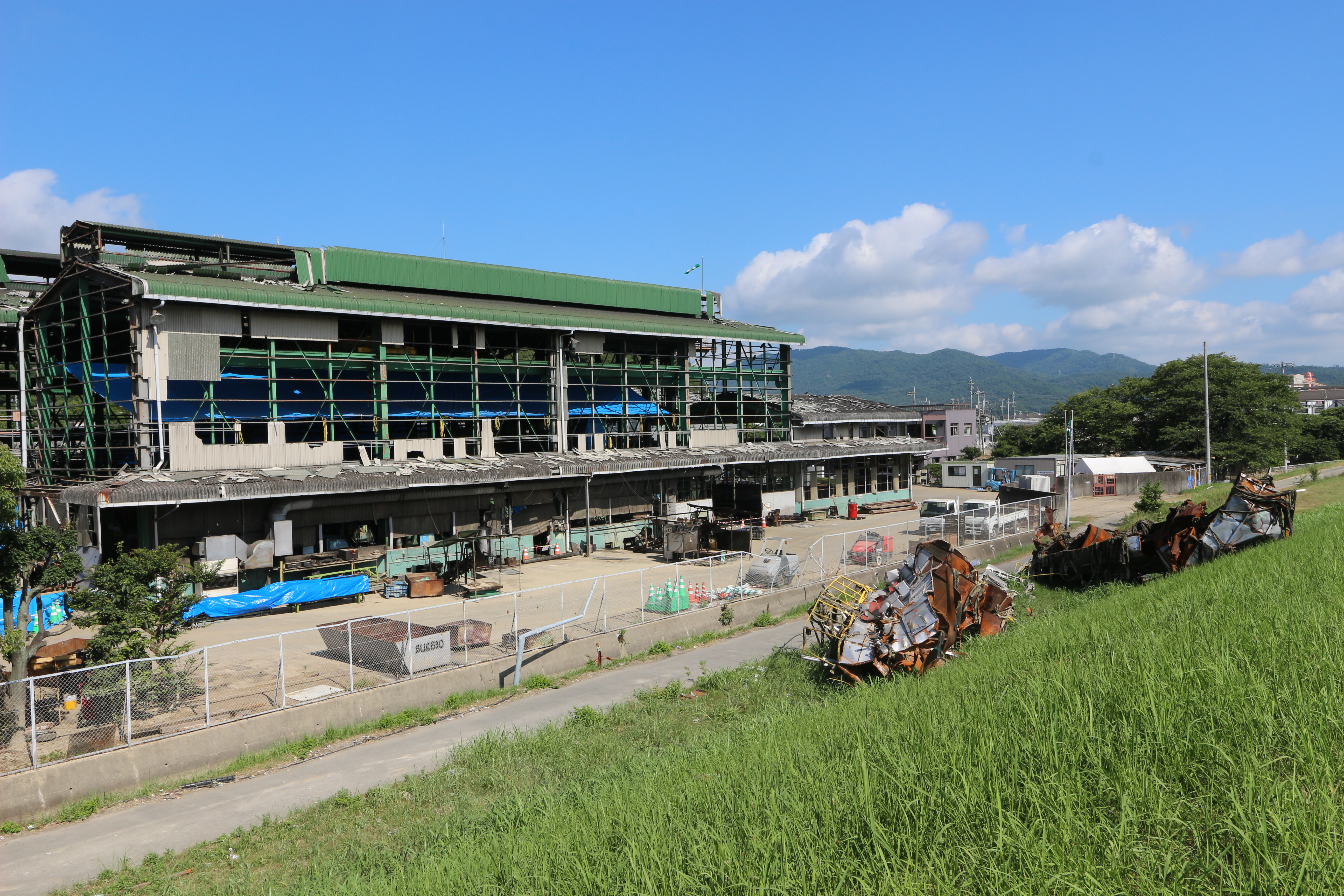
被害を受けた隣の鉄工所。写真中央右は、吹き飛んできた朝日アルミ産業の工場の部品
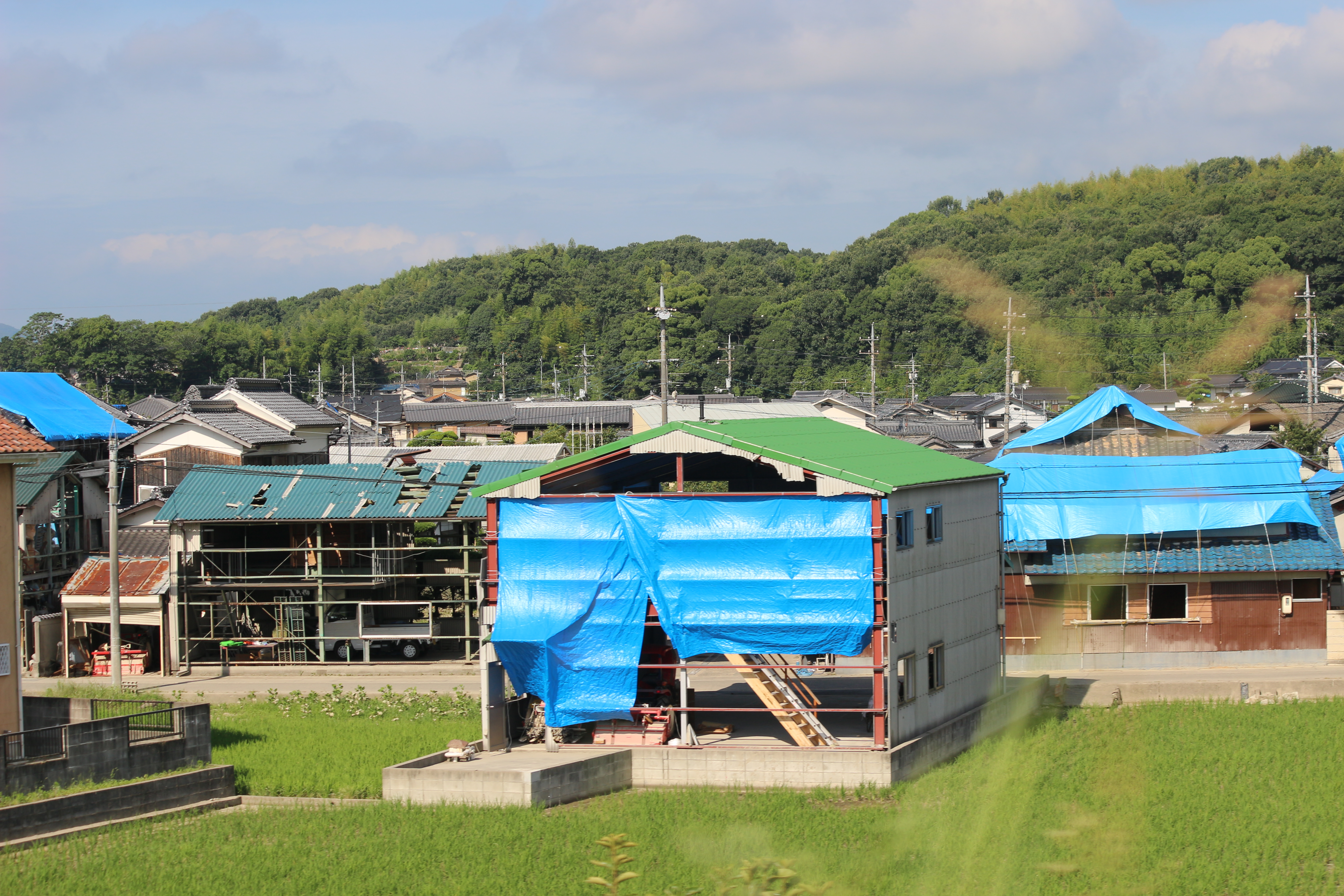
被害を受けた集落
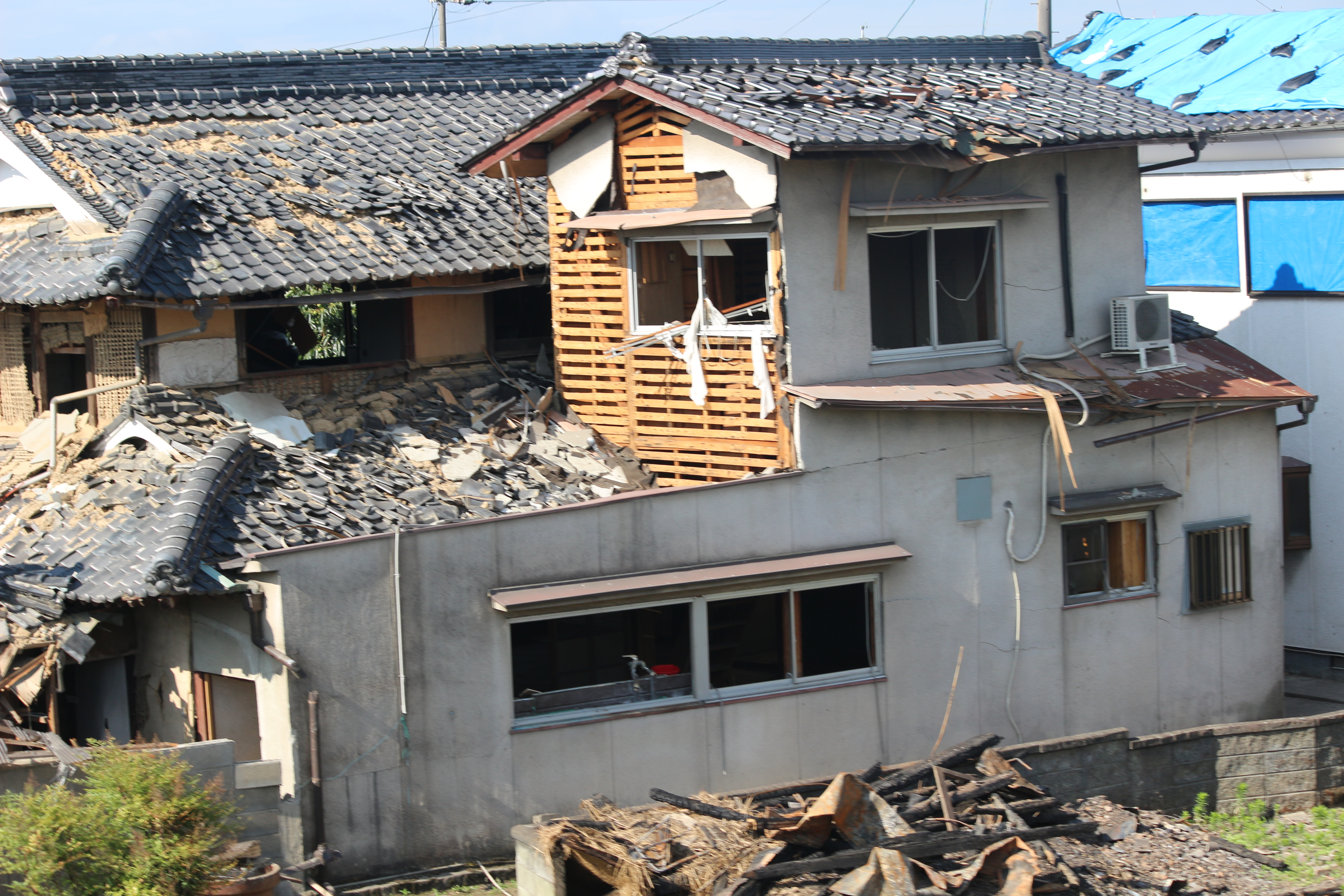
被害を受けた民家。窓、屋根、壁などに被害を受けている
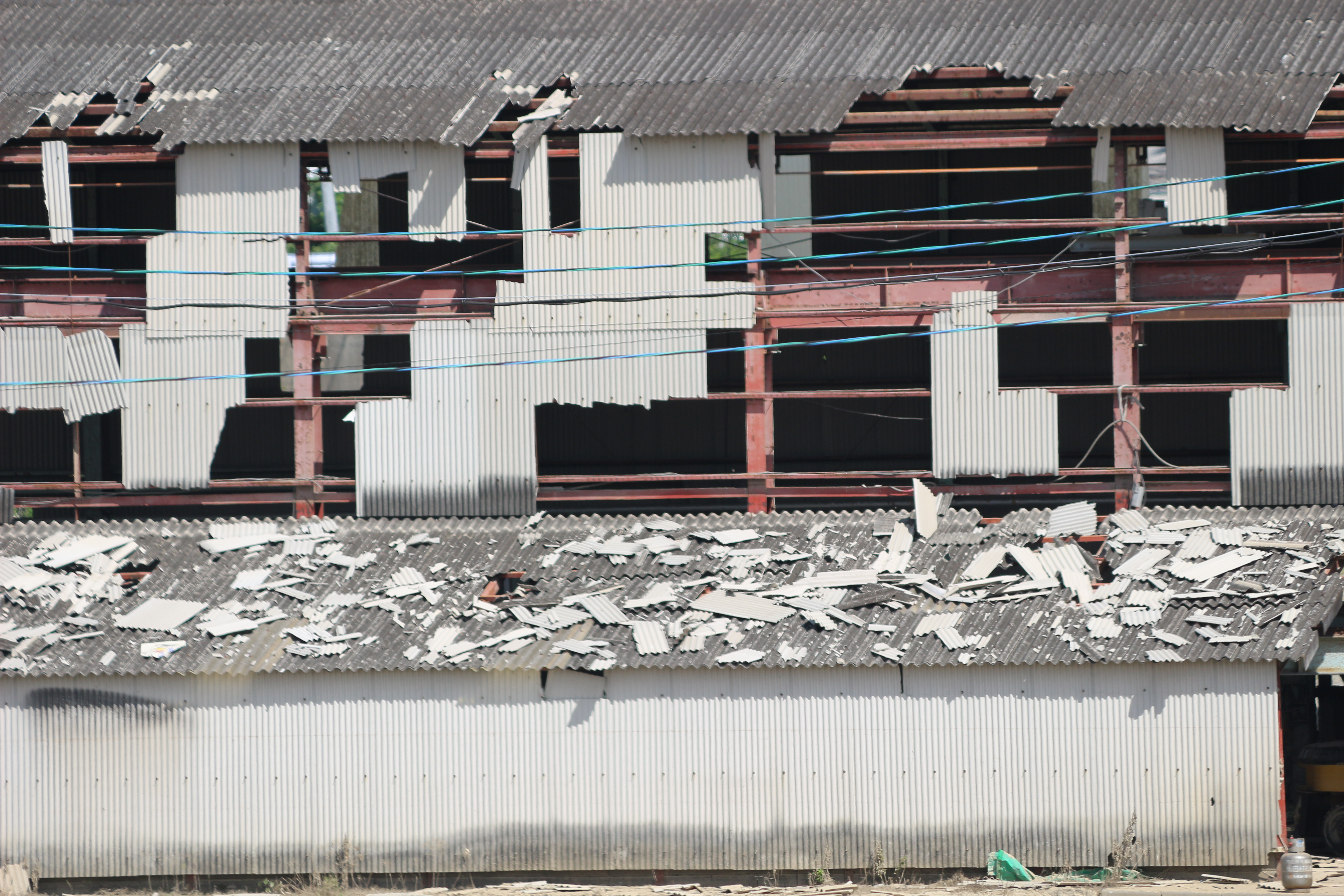
壁が破壊された近隣の工場
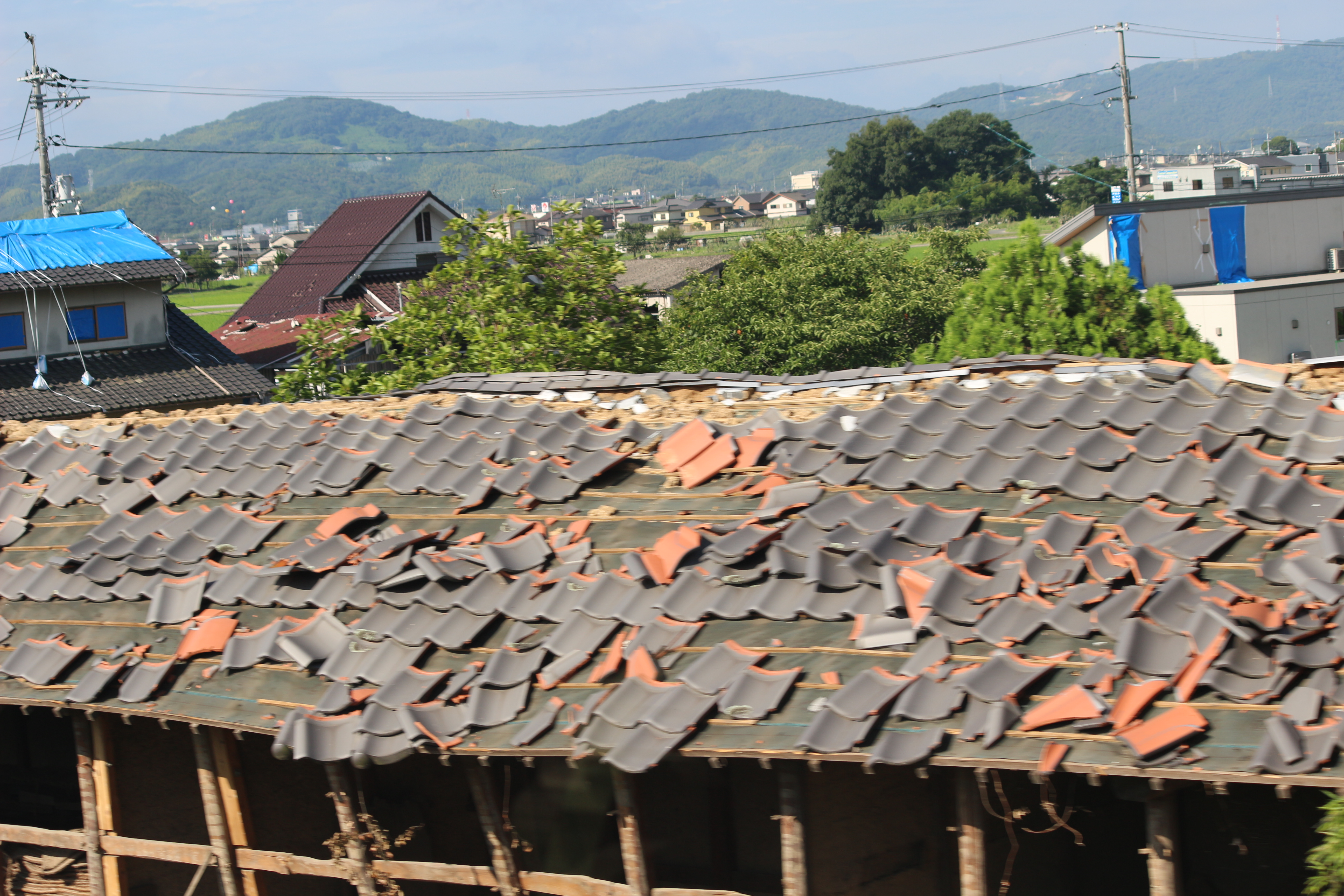
崩れた瓦屋根